# Adriaan de Lelie
Adriaan de Lelie, né à Tilbourg en 1755 et mort à Amsterdam en 1820, est un peintre néerlandais.
Autodidacte, il réalise des copies de portraits de Rubens et Van Dijk, ainsi que des scènes historiques des maîtres italiens et néerlandais. Suivant les conseils de Petrus Camper, il s'installe à Amsterdam en 1783 où il peint un grand nombre de portraits et de tableaux de cabinets.
Nombre de ses œuvres sont aujourd'hui exposée au Rijksmuseum Amsterdam.

## Quelques-unes de ses œuvres
- La Galerie d'art de Jan Gildemeester Jansz, 1794-1795, huile sur panneau, 64 × 86 cm, Rijksmuseum, Amsterdam[1]
- Krayenhoff prend congé de Daendels avant son départ de Maarssen pour Amsterdam, 18 janvier 1795, avec Egbert van Drielst, 1795, huile sur panneau, 45 × 60 cm, Rijksmuseum, Amsterdam[1]

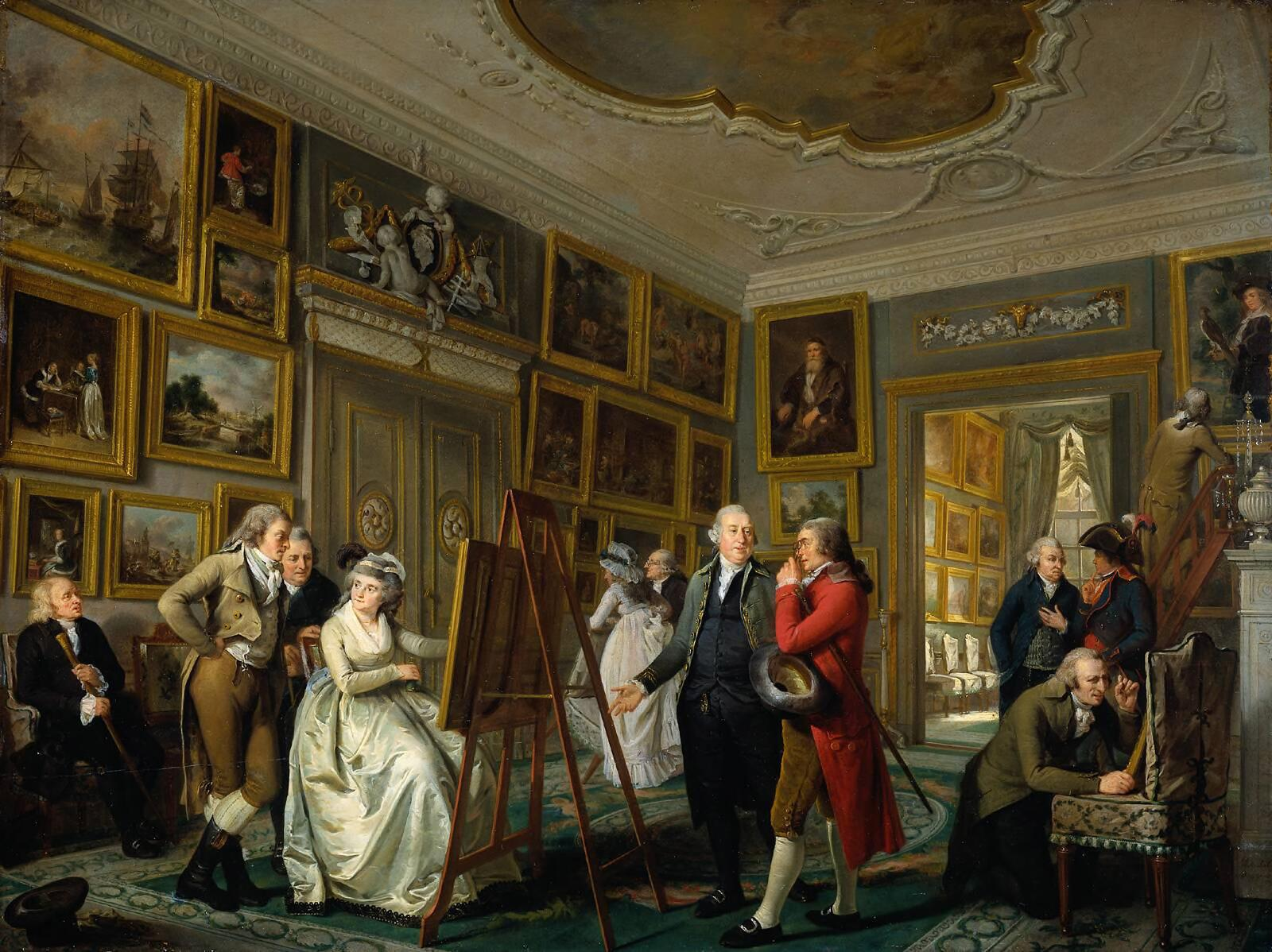
La Galerie d'art, 1794-1795 Rijksmuseum
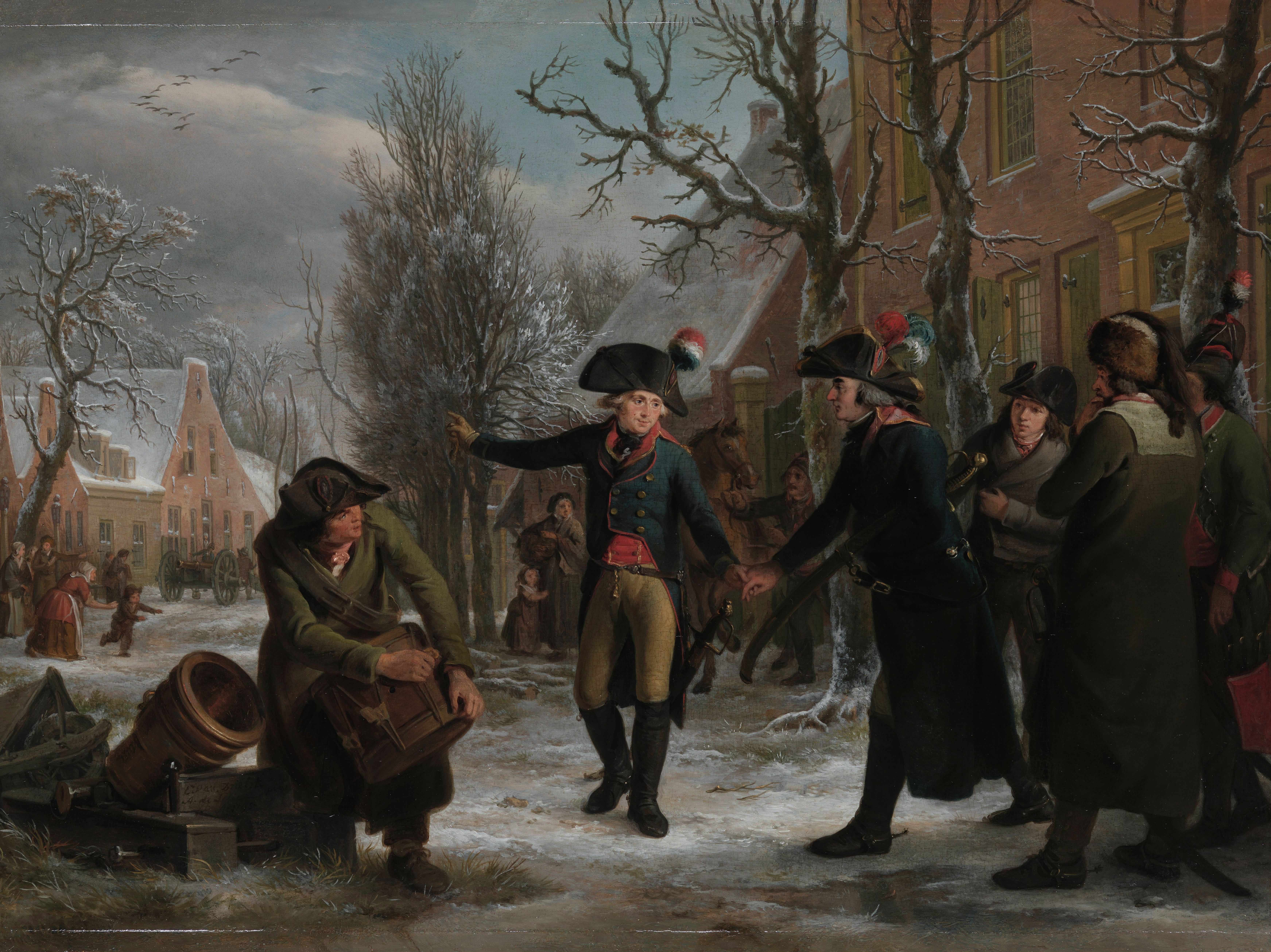
Krayenhoff prend congé de Daendels avec Egbert van Drielst, 1795 Rijksmuseum
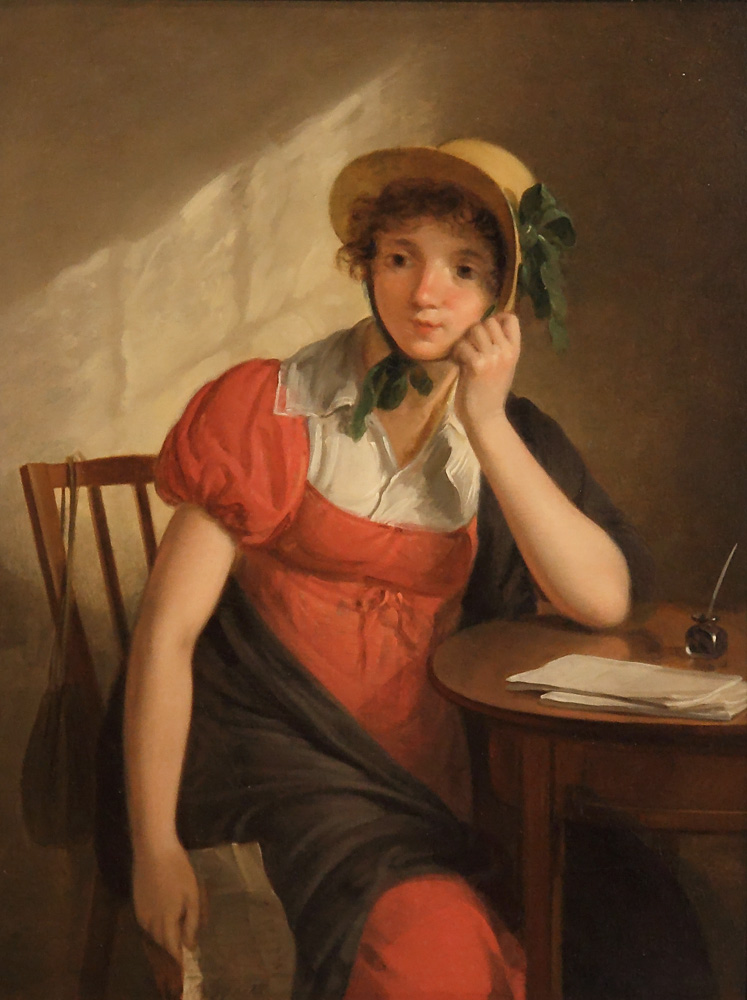
Jeune fille avec une lettre